# ارویز (نهبندان)
ارویز روستایی در دهستان نه بخش مرکزی شهرستان نهبندان استان خراسان جنوبی ایران است. بر پایه سرشماری عمومی نفوس و مسکن در سال ۱۳۹۰ جمعیت این روستا ۳۲۶ نفر (در ۸۵ خانوار) بوده است.